# Paul Hillier
Paul Douglas Hillier (Dorchester, 9 febbraio 1949) è un direttore d'orchestra e baritono britannico.

## Biografia

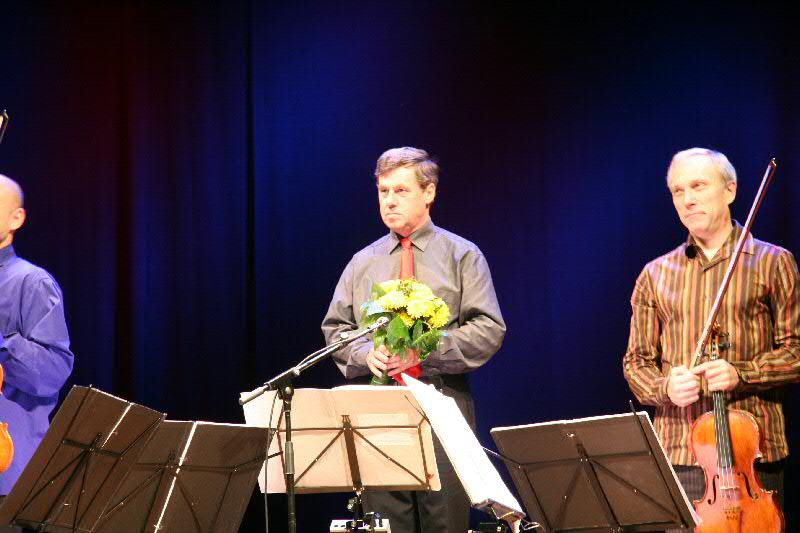
Kronos e Paul Hillier

Hillier ha studiato alla Guildhall School of Music di Londra e successivamente divenne assistente maestro della St Paul's Cathedral sempre a Londra dove iniziò la sua carriera professionale. Il suo debutto avvenne nel 1974 a Londra nella Purcell Room.
Egli è un direttore di coro, attivo nella conduzione di musiche antiche e contemporanee in particolare dei compositori Steve Reich e Arvo Pärt.
Nel 1974 egli fondò, assieme a Paul Elliott e David James, l'Hilliard Ensemble. Egli fu per un periodo direttore dell'ensemble fino al 1989 quando ne lasciò la direzione.
Nel 1989 fondò il gruppo vocale Theatre of Voices che registra per l'etichetta discografica Harmonia Mundi. Con questo gruppo ha esplorato il repertorio della musica moderna e contemporanea.
Quando assume l'incarico di direttore dell'Early Music Institute alla Scuola di musica dell'Università dell'Indiana, diviene direttore dell'ensemble The Pro Arte Singers, che realizza alcune registrazioni con Theatre of Voices. Rimase direttore del gruppo fino al 2003 quando lasciò l'Istituto.
Nel 2001 Hillier divenne direttore artistico e direttore principale dell'Estonian Philharmonic Chamber Choir .
Hillier ha inciso anche un certo numero di album come solista con la partecipazione con l'arpista Andrew Lawrence-King.

## Pubblicazioni
- The Catch Book (2005), Oxford University Press, ISBN 0-19-343649-3,
- A Josquin Anthology (2005), Oxford University Press, ISBN 0-19-353218-2,
- Writing on Music, 1965-2000 (2002), Oxford University Press, ISBN 0-19-511171-0,
- Arvo Pärt (1997), Oxford University Press, ISBN 0-19-816616-8,
- English Romantic Partsongs (1986), Oxford University Press, ISBN 0-19-343650-7,
- 300 Years of English Partsongs: Glees, Rounds, Catches, Partsongs 1600-1900 (1983), Faber & Faber, ISBN 0-571-10045-7,